# CCTV-3
CCTV-3 is een televisiezender van de Chinese publieke omroep China Central Television. De zender is gericht op entertainment.  Het kantoor van de televisiezender ligt op de Guan'anmen Road numero 2, Xuanwu, Beijing.
De zender begon op 1 januari 1986 met uitzenden. Kijkers konden de zender met de schotel ontvangen in Beijing en omstreken. Het was dus geen kabeltelevisiezender. Sinds 2000 heeft de zender haar huidige naam. Tegenwoordig zijn de programma's vooral gericht op de inwoners van Huabei en gedeeltes van de provincie Liaoning. De zender is ook in HD beschikbaar.

## Televisieprogramma's
- Xingguangdadao 星光大道
- Woyaoshangchunwan 我要上春晚
- Kaimendaji 开门大吉
- Woaimantangcai 我爱满堂彩
- Zongyichengdian 综艺盛典
- Wenhuadabaike 文化大百科
- Huishengliaoliang 回声嘹亮
- Tiantianbagechang 天天把歌唱
- Wutaoshijie 舞蹈世界
- Dongwuchuanqi 动物传奇
- Xiaoxingdalianmeng 笑星大联盟
- Yishurensheng 艺术人生
- Xiangxinfuchufa 向幸福出发
- Wenhuazhengwu 文化正午
- Wenhuaguandian 文化视点
- Quyuanzhatan 曲苑杂坛
- Kaixindidian 开心辞典
- Yaoqingguangchang 激情广场
- Huanleyijiaqin 欢乐一家亲
- Feichangliujiayi 非常6+1
- Dianfengyinyuehui 巅峰音乐汇
- Zongyixilehui 综艺喜乐汇